# 阿拉夸里
阿拉夸里是巴西圣卡塔琳娜州的一个市镇。总面积377平方公里，总人口21974人，人口密度58.3人/平方公里。